# MAN Lion’s Regio

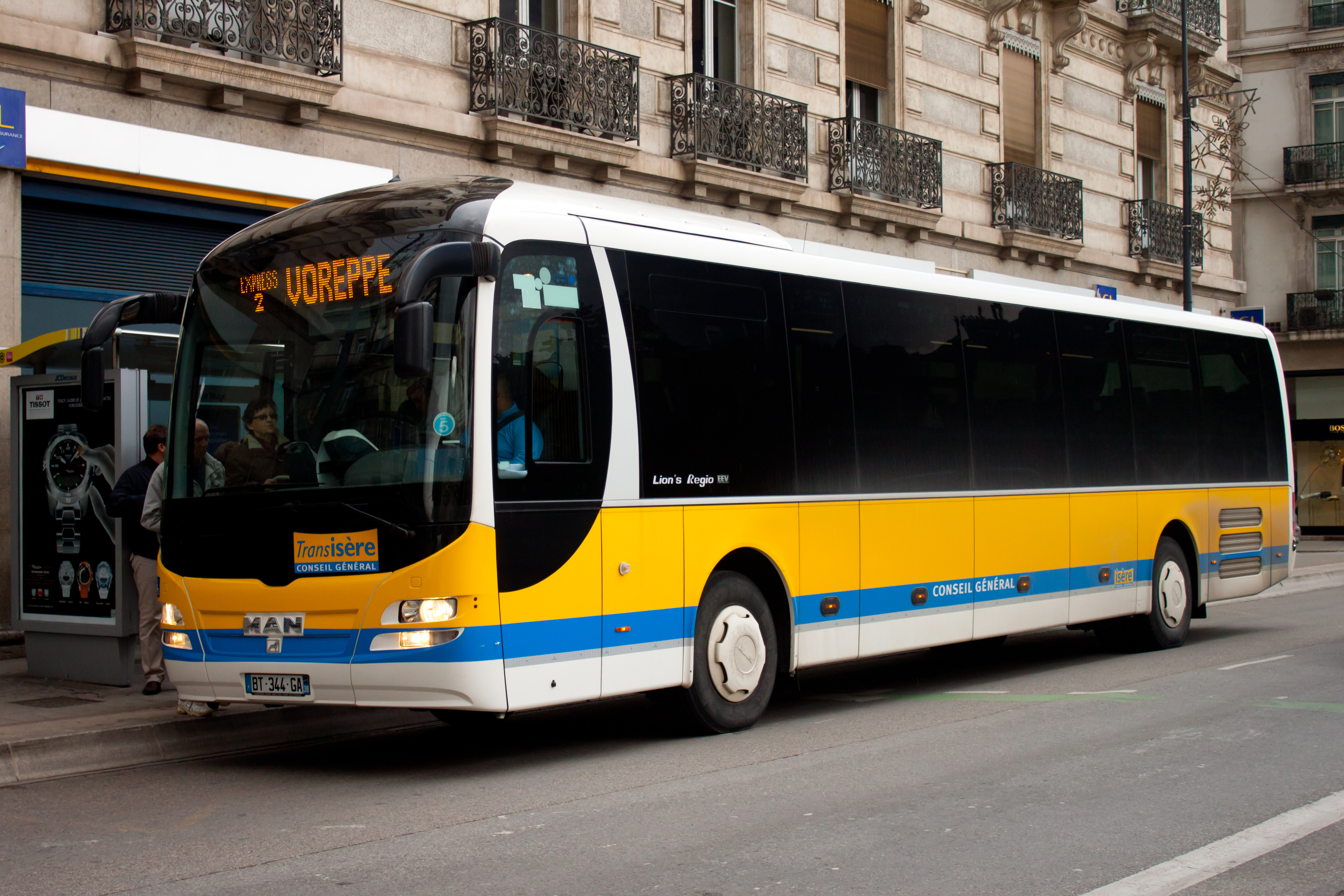
MAN Lion’s Regio

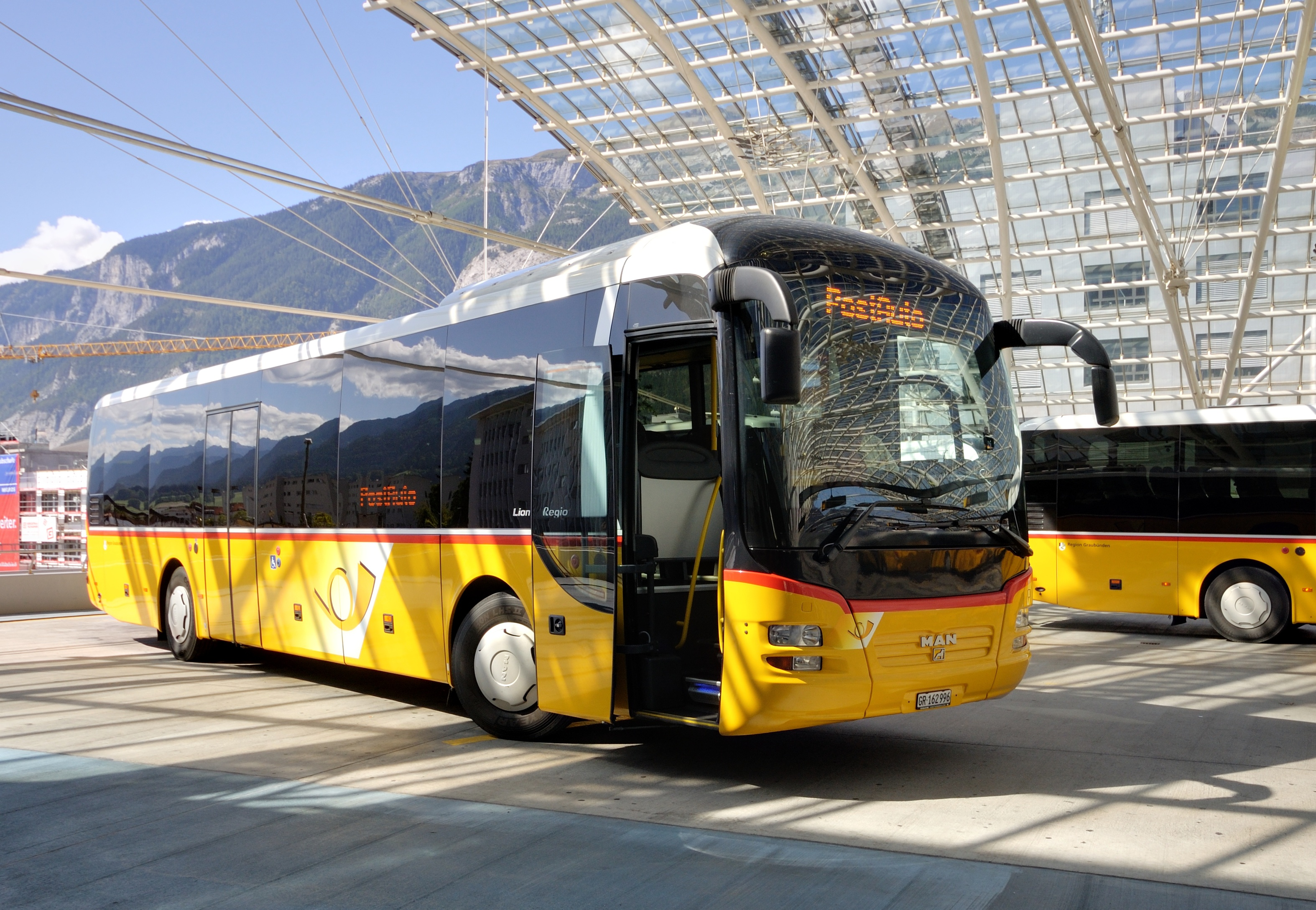
Ein MAN Lion’s Regio als Schweizer Postauto

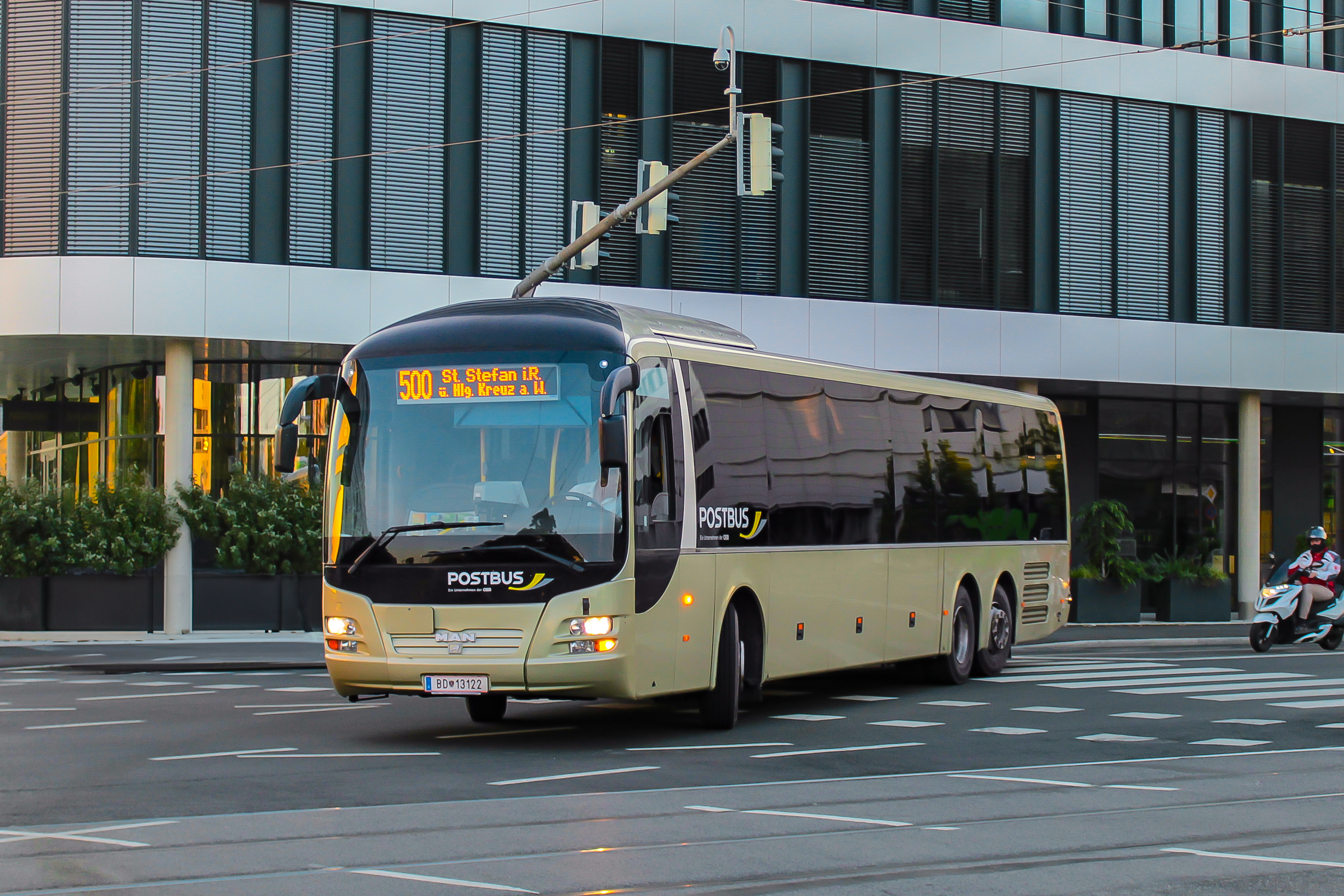
MAN Lion's Regio L, die Version mit drei Achsen, unterwegs für den ÖBB Postbus.

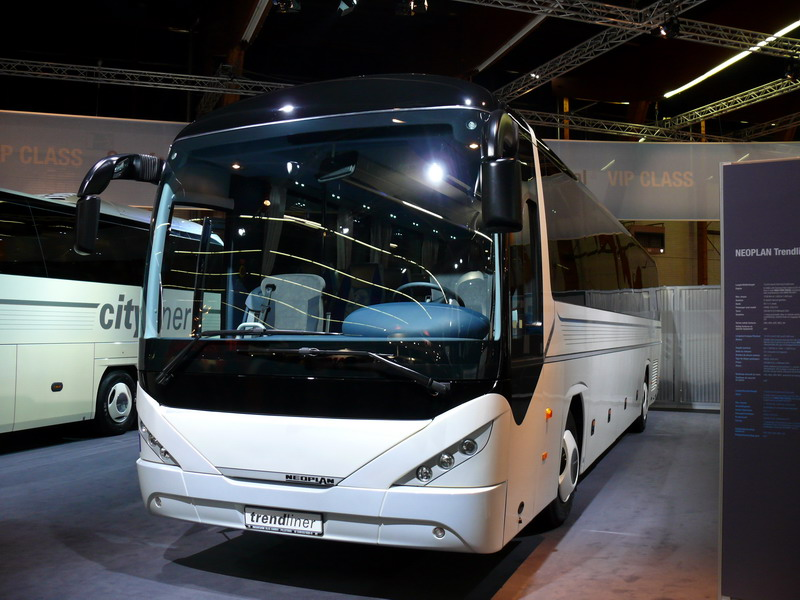
Neoplan Trendliner

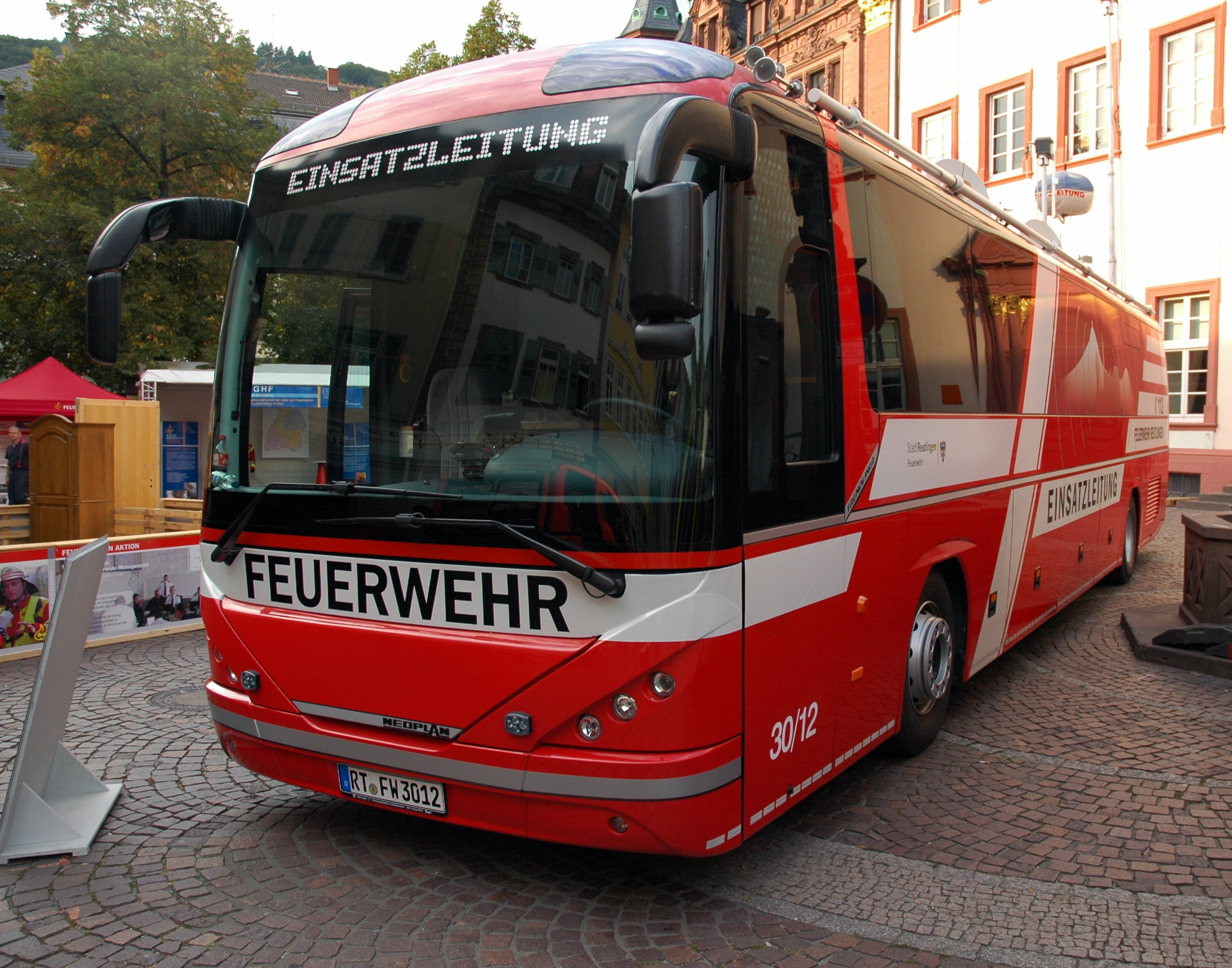
Neoplan Trendliner als Feuerwehr-Einsatzleitwagen

Als Lion’s Regio wird eine Omnibus-Modellreihe von MAN bezeichnet, die von 2004 bis 2017 gebaut wurde und als Kombibus sowohl für den Überland-Linienverkehr als auch für Ausflugs- und Transferfahrten geeignet war.
Er war ursprünglich in zwei Längenvarianten als 12,25-Meter-Zweiachser und als 13,9-Meter-Dreiachser erhältlich. Im Jahr 2006 kam ein 13 Meter langer Zweiachser hinzu. Alle Ausführungen wurden im türkischen MAN-Omnibuswerk in Ankara produziert. Die Modellreihe wurde 2017 wegen Inkrafttreten der verschärften Umsturzrichtlinie, die eine komplette Überarbeitung des Busses bedeutet hätte, eingestellt.
Der ebenfalls ab 2004 angebotene Trendliner der Schwestermarke Neoplan war bis auf das äußere Erscheinungsbild baugleich mit dem Lion’s Regio. Nach der Neuausrichtung der Neoplan-Produktpalette, die nur noch Reisebusse umfassen sollte, wurde der Trendliner 2009 vom Markt genommen. Unter der Bezeichnung Neoplan Jetliner wurde zum Modelljahr 2013 wieder ein Nachfolger ins Programm genommen, der ebenfalls größtenteils dem Lion’s Regio entsprach, jedoch bereits 2015 wieder eingestellt wurde.

## Varianten
| MAN                                       | Lion’s Regio ÜL xx4 R12 | Lion’s Regio C ÜL xx4-13m R14 | Lion’s Regio L ÜL xx4-13,9m R13 |
| MAN                                       | 2004–2017 | 2006–2017 | 2005–2017 |
| Neoplan                                   | Trendliner N 3516 Ü P23 | Trendliner C N 3516 ÜC P25 | Trendliner L N 3516/3 ÜL P24 |
| Neoplan                                   | 2004–2009 | 2006–2009 | 2005–2009 |
| Achsen                                    | 2 | 2 | 3 |
| Länge                                     | 12.250 mm | 13.010 mm | 13.900 mm |
| Breite                                    | 2.550 mm | 2.550 mm | 2.550 mm |
| Höhe                                      | 3.400 mm | 3.400 mm | 3.400 mm |
| Radstand                                  | 6.120 mm | 6.880 mm | 6.600 mm |
| Überhang vorne                            | 2.780 mm | 2.780 mm | 2.780 mm |
| Überhang hinten                           | 3.350 mm | 3.350 mm | 3.050 mm |
| Wendekreis                                | 21.026 mm | 22.888 mm | 22.200 mm |
| zulässiges Gesamtgewicht                  | 18.000 kg | 18.000 kg | 24.900 kg |
| Sitzplätze (abhängig von der Ausstattung) | 49–55 + 1 (+ 1) | 53–59 + 1 (+ 1) | 57–63 + 1 (+ 1) |
| Kofferraumvolumen                         | 5,6 m³ | 6,8 m³ | 6,3 m³ |
| Tankinhalt                                | 300 l | 300 l | 300 l |
| Motor                                     | MAN D 2866 LUH (bis Mitte 2006), D 2066 LUH (seit Mitte 2006)                                                                                        | MAN D 2866 LUH (bis Mitte 2006), D 2066 LUH (seit Mitte 2006)                                                                                        | MAN D 2866 LUH (bis Mitte 2006), D 2066 LUH (seit Mitte 2006)                                                                                        |
| Getriebe                                  | 6-Gang-Schaltgetriebe, automatisiertes 12-Gang-Schaltgetriebe ZF AS-Tronic, 6-Gang-Automatikgetriebe ZF EcoLife, 4-Gang-Automatikgetriebe Voith Diwa | 6-Gang-Schaltgetriebe, automatisiertes 12-Gang-Schaltgetriebe ZF AS-Tronic, 6-Gang-Automatikgetriebe ZF EcoLife, 4-Gang-Automatikgetriebe Voith Diwa | 6-Gang-Schaltgetriebe, automatisiertes 12-Gang-Schaltgetriebe ZF AS-Tronic, 6-Gang-Automatikgetriebe ZF EcoLife, 4-Gang-Automatikgetriebe Voith Diwa |
| optionale Ausstattung                     | Klimaanlage, WC, Kühlschrank, Bordküche, DVD-Anlage, Fahrzielanzeigen, Reisebestuhlung, Rollstuhllift, einflügelige Tür 2, Zusatztank (210 l)        | Klimaanlage, WC, Kühlschrank, Bordküche, DVD-Anlage, Fahrzielanzeigen, Reisebestuhlung, Rollstuhllift, einflügelige Tür 2, Zusatztank (210 l)        | Klimaanlage, WC, Kühlschrank, Bordküche, DVD-Anlage, Fahrzielanzeigen, Reisebestuhlung, Rollstuhllift, einflügelige Tür 2, Zusatztank (210 l)        |

## Einsatz
Einen größeren Bestand an Lion’s Regios für ihren Fuhrpark erwarben ÖBB-Postbus, PostAuto Schweiz und die Bundeswehr. Die Feuerwehr Reutlingen ließ einen Trendliner zu einem Einsatzleitwagen umbauen.